# Abel Resino
Abel Resino Gómez (Velada, Toledo, España, 2 de febrero de 1960), conocido como Abel, es un exfutbolista y entrenador español que actualmente está libre tras dejar el Granada CF. En su etapa como jugador, se desempeñaba en la posición de portero y desarrolló la mayor parte de su carrera profesional en el Club Atlético de Madrid, donde batió el récord de imbatibilidad mundial en 1991. Es primo del actor Andrés Resino.

## Trayectoria

### Como jugador
Empezó jugando en las categorías inferiores del Club Deportivo Toledo hasta 1979, año en que pasó a formar parte de la primera plantilla. En la temporada siguiente ingresó en las filas del CD Ciempozuelos. Fichó por el Club Atlético de Madrid en 1982 para jugar en las categorías inferiores hasta que, en la temporada 1986/87, le llegó la oportunidad de jugar con el primer equipo.
Debutó en Primera División el día 12 de abril de 1987 en el partido Real Murcia CF 1 - 2 Atlético de Madrid. En su primera campaña no dispuso de muchas oportunidades pero, en la siguiente, consiguió la titularidad. En la temporada 1990/91, Abel tuvo una muy buena actuación y ganó una Copa del Rey además de conseguir el subcampeonato de Liga. Ese año consiguió el récord del portero que más tiempo ha estado sin encajar un gol, concretamente 1275 minutos; comenzó el 25 de noviembre de 1990, en el partido RCD Mallorca 1 - 0 Atlético de Madrid, cuando el jugador del Mallorca Claudio le marcó un gol en el minuto 31. Desde entonces, Abel mantuvo su portería imbatida durante 14 jornadas ligueras hasta que, el 17 de marzo de 1991, en la 26.ª jornada, encajó un tanto en el partido Atlético de Madrid 3 - 1 Real Sporting de Gijón, cuando Luis Enrique consiguió batirle en el minuto 45. Además, esa misma temporada ganó el Trofeo Zamora al encajar 17 goles en 33 partidos. Abel consiguió un promedio de 0,51 goles por partido, la segunda mejor marca en la historia de la Liga.
En la temporada siguiente, volvió a proclamarse campeón de la Copa del Rey y quedó segundo en la lucha por el Trofeo Zamora, por detrás de Paco Buyo. Permaneció en el Atlético de Madrid nueve temporadas, hasta 1995, año en que fichó por el Rayo Vallecano de Madrid para disputar su última temporada en activo. Con este equipo consiguió mantenerse en la Primera División tras superar la promoción frente al RCD Mallorca. Abel disputó un total de 264 partidos en la máxima categoría del fútbol español.

### Selección nacional
Fue internacional con la Selección española en dos ocasiones, ambas con Luis Suárez como técnico. Su debut se produjo el 27 de marzo de 1991.
| Fecha      | Competición | Estadio         | Ciudad    | Encuentro | Encuentro | Encuentro |
| ---------- | ----------- | --------------- | --------- | --------- | --------- | --------- |
| 27/03/1991 | Amistoso    | El Sardinero    | Santander | España    | 2:4       | Hungría   |
| 17/04/1991 | Amistoso    | Príncipe Felipe | Cáceres   | España    | 0:2       | Rumania   |

### Como entrenador
Después de su retirada de los terrenos de juego comenzó su carrera como entrenador. Empezó realizando labores de entrenador de porteros, adjunto a la secretaría técnica y llegando a ser segundo entrenador del Club Atlético de Madrid, a las órdenes de César Ferrando, en la temporada 2004/05.
CF Ciudad de Murcia
En la temporada 2005-06 debutó como entrenador dirigiendo al CF Ciudad de Murcia. Logró clasificar al equipo en 4.º lugar de la Segunda División, rozando el ascenso, al que aspiró hasta la última jornada.
Levante UD
A media temporada 2006/07, Abel Resino fichó por el Levante UD, equipo que, paradójicamente, había arrebatado el ascenso a la máxima categoría al Ciudad de Murcia al quedar 3.º en la temporada anterior. Con los valencianos debutó como entrenador en la Primera División con el objetivo de mantener al equipo en la categoría, meta que logró a falta de dos jornadas para el final del campeonato. Sin embargo, en la temporada 2007/08 las cosas no le fueron tan favorables y, después de ocho jornadas en las que el Levante consiguió únicamente un punto de 24 posibles, fue cesado en su cargo tras caer derrotado por 3-0 ante el Real Zaragoza.
CD Castellón
El 11 de junio de 2008 se hizo oficial su contratación como entrenador del CD Castellón, sustituyendo a José Murcia. No obstante, el 3 de febrero de 2009 dejó el club castellonense (6.º clasificado en ese momento).
Atlético de Madrid
Resino dimitió como entrenador del Club Deportivo Castellón para dirigir al Atlético de Madrid, cuyo banquillo había quedado vacante tras la destitución de Javier Aguirre.  Tras cumplir el objetivo de clasificarse para la Liga de Campeones al terminar 4.º en la Liga 2008/09, renovó por una temporada más con el club rojiblanco. A pesar de ello, los resultados no le acompañaron en el arranque de la temporada 2009/10, ya que, en las siete primeras jornadas de liga, el Atlético solamente consiguió una victoria. Peores registros obtuvo en la Liga de Campeones, con un punto en tres partidos, conseguido tras empatar a cero con el APOEL FC chipriota en el Vicente Calderón. Finalmente, tras una derrota por 4-0 ante el Chelsea FC, el 23 de octubre de 2009, fue cesado como entrenador del Atlético.
Real Valladolid
El 5 de diciembre de 2010 fichó por el Real Valladolid CF hasta final de la temporada 2010/11, con opción a una más en caso de ascenso. Pese a que comenzó logrando malos resultados, finalmente logró entrar en el play-off, pero no ascendió y no continuó en el club pucelano.
Granada CF
El día 23 de enero de 2012, se hizo cargo del Granada Club de Fútbol tras la destitución de Fabri González, consiguiendo salvar al equipo del descenso a pesar de perder en la última jornada frente al Rayo Vallecano, ya que se vio favorecido por la derrota del Villarreal Club de Fútbol frente al Atlético de Madrid. Fue el equipo castellonense el que, finalmente, descendió a la Segunda División de España; quedando el Granada CF 17.º clasificado con 42 puntos, uno más que el Villarreal. El 6 de junio de 2012 se confirmó que no seguiría en el Granada.
Celta de Vigo
El 18 de febrero de 2013, se anunció su contratación como nuevo entrenador del Real Club Celta de Vigo, relevando a Paco Herrera con el objetivo de lograr la permanencia. El Celta de Abel alcanzó la salvación en el último partido, después de 15 jornadas ocupando puestos de descenso, ganando por 1-0 al RCD Español y beneficiándose de la derrota del Deportivo por 0-1 ante la Real Sociedad. Pero igual que la temporada anterior, evitar el descenso del equipo no le valió para continuar, rescindiendo su contrato con la entidad "de mutuo acuerdo".
Granada CF
El 19 de enero de 2015, inició su segunda etapa al frente del Granada CF. Sin embargo, su llegada no supuso el revulsivo esperado para salir del descenso, ya que el conjunto nazarí solamente sumó 11 puntos de 45 posibles con él en el banquillo. Fue destituido el 1 de mayo de 2015, dejando al Granada 19.º con 25 puntos, a 4 de la salvación.

## Clubes

### Como jugador
| Club                    | País   | Año       |
| ----------------------- | ------ | --------- |
| CD Toledo               | España | 1979-1980 |
| CD Ciempozuelos         | España | 1980-1982 |
| Atlético Madrileño      | España | 1982-1986 |
| Club Atlético de Madrid | España | 1986-1995 |
| Rayo Vallecano          | España | 1995-1996 |

### Como entrenador
| Club               | País   | Año       | P  | PG | PE | PP | % v.  |
| ------------------ | ------ | --------- | -- | -- | -- | -- | ----- |
| Ciudad de Murcia   | España | 2005-2006 | 44 | 21 | 12 | 11 | 47.73 |
| Levante UD         | España | 2007      | 27 | 6  | 7  | 14 | 22.22 |
| CD Castellón       | España | 2008-2009 | 26 | 10 | 10 | 6  | 38.46 |
| Atlético de Madrid | España | 2009      | 31 | 14 | 8  | 9  | 45.16 |
| Real Valladolid    | España | 2010-2011 | 39 | 14 | 5  | 10 | 35.9  |
| Granada CF         | España | 2012      | 19 | 7  | 2  | 10 | 36.84 |
| Celta de Vigo      | España | 2013      | 14 | 5  | 2  | 7  | 35.71 |
| Granada CF         | España | 2015      | 15 | 2  | 5  | 8  | 13.33 |

## Títulos

### Competiciones Nacionales
- 2 Copas del Rey: 1991 y 1992 (Atlético de Madrid)

### Distinciones individuales
- 1 Trofeo Zamora: 1991 (Atlético de Madrid)